# Haapsu
Koordinaten: 58° 37′ N, 22° 56′ O

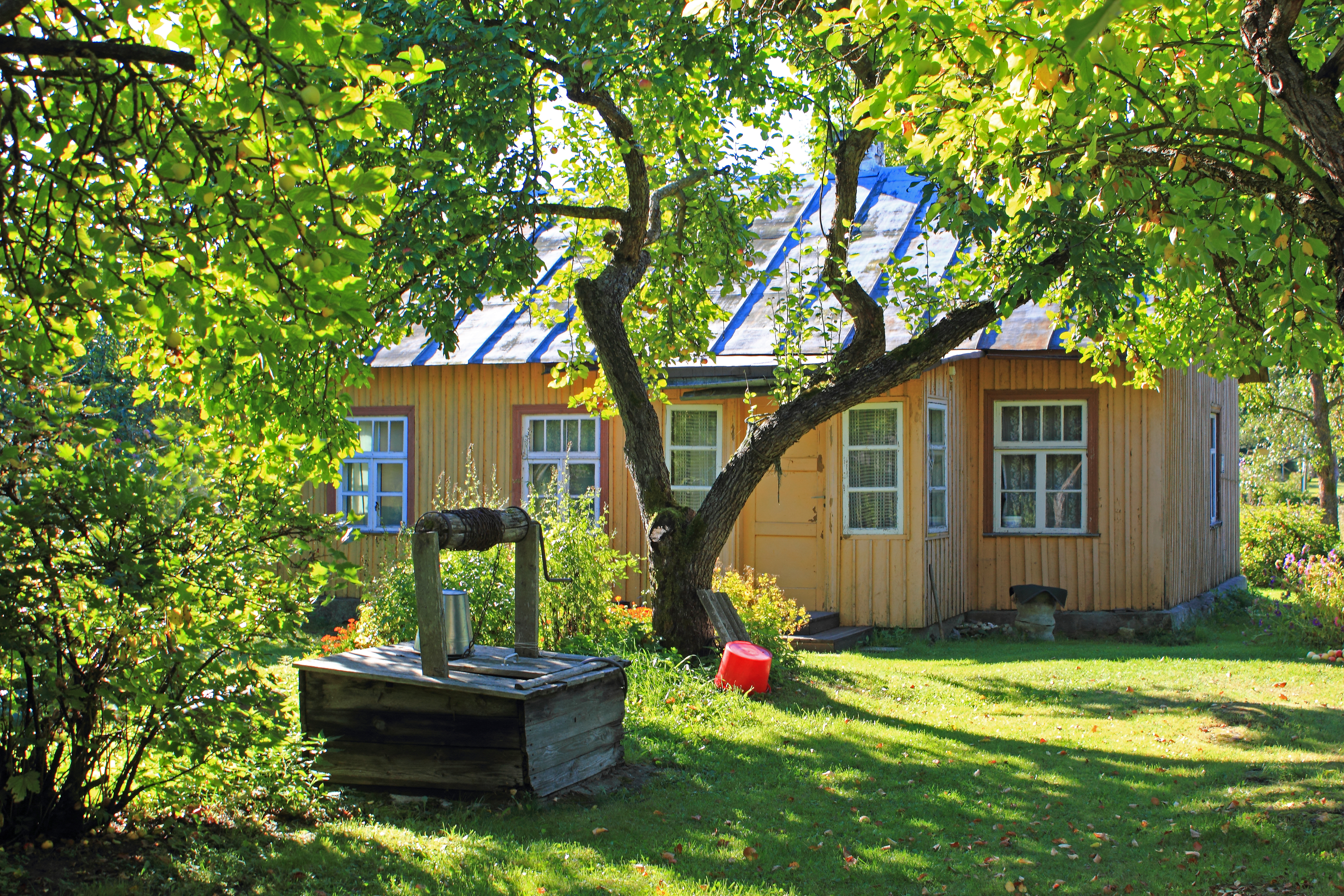
Altes Bauernhaus in Haapsu

Haapsu ist ein Dorf (estnisch küla) auf der größten estnischen Insel Saaremaa. Es gehört zur Landgemeinde Saaremaa (bis 2017: Landgemeinde Orissaare) im Kreis Saare.

## Einwohnerschaft und Lage
Das Dorf hat sieben Einwohner (Stand 31. Dezember 2011).
Es liegt nordwestlich des Hauptorts der Landgemeinde, direkt an der Ostsee. Vom östlich gelegenen Klint bei Pulli bietet sich ein weiter Blick über das Meer.

## Kirche
Auf dem heutigen Gebiet von Haapsu befindet sich die evangelisch-lutherische Kirche von Jaani. Sie war mit ihrem Pastorat vom Ende des 17. Jahrhunderts an das Zentrum des Kirchspiels St. Johannis (Jaani kihelkond).